# Alan Ridout
Alan Ridout, né le 9 décembre 1934 à West Wickham – mort le 19 mars 1996, est un compositeur britannique.